# Letališče Sliač
Letališče Sliač (ali v zgodovini Letisko Tri Duby (dobesedno "Letališče treh hrastov") je mednarodno letališče v osrednji Slovaški med mestoma Zvolen in Banska Bystrica ter v bližini zdraviliškega mesta Sliač. Letališče ima eno vzletno-pristajalno stezo, ki je dolga 2400 m. Uporabljajo ga tako vojaška kot civilna letala.

## Zgodovina
Letališče Tri Duby je imelo pomembno vlogo med Slovaško nacionalno vstajo leta 1944, ko je postalo najpomembnejše letališče protinacističnega upora na Slovaškem. Med 6. septembrom in 25. oktobrom 1944 so letališče uporabljali kot glavno oporišče Slovaških uporniških zračnih sil, vendar so jih morali zaradi napredovanja nemških enot pozneje evakuirati. Medtem ko je bilo ozemlje, ki so ga nadzirali slovaški uporniki, obkroženo s sovražnimi nemškimi silami, sta bila Tri Duby in bližnje letališče Zolná glavna vrata v tujino. Poleg pomembne sovjetske pomoči Slovaški so tudi ZDA preko Treh hrastov pošiljale zaloge in operativce, letališče pa je bilo uporabljeno tudi po vojni za različne evakuacije in umike.
Letališče se je leta 1945 preimenovalo iz Treh hrastov v Sliač, da bi morebiti podprli bližnje letovišče. Leta 2009 je bilo zaprto zaradi velike prenove, ki sta jo delno financirala NATO in Evropska unija. Za vojaško uporabo je bilo ponovno odprto maja 2011, za civilno uporabo pa junija 2011.
Letališče Sliač trenutno upravlja le poletne čarterske lete do priljubljenih destinacij, kot so morska letovišča v Bolgariji, Turčiji, Grčiji in Egiptu.